# Komsomolskaja (metrostation Moskou, Sokolnitsjeskaja-lijn)
Komsomolskaja is een metrostation in de Russische hoofdstad Moskou gelegen onder het Komsomolskajaplein aan de oostkant van de Moskouse binnenstad. De naam is afkomstig van de Sovjet-jeugdbeweging Komsomol die meegeholpen heeft bij de bouw van de eerste metrolijn. 
Er is een overstapmogelijkheid naar het gelijknamige station aan de ringlijn.

## Bouw
De bouw van het station begon op 3 mei 1933, waarbij gebruikgemaakt werd van de openbouwputmethode. Voor het overige verkeer, met name de tram, werden verschillende hulpbruggen over de bouwput gelegd om de verkeershinder te beperken. In verband met de hoge grondwaterspiegel rust het station op 636 heipalen in de verzadigde bodem. Hevige regenval veroorzaakte in de zomer van 1934 diverse malen kritieke situaties en op een gegeven moment dreigde zelfs het Kazanstation in te storten. De betonnen bak werd ondanks de regen op 26 augustus 1934 voltooid.

## Proefritten
Op 15 oktober 1934, drie weken voor de geplande opening, was het station klaar voor gebruik. Het proefbedrijf startte tussen dit station en het iets noordelijker gelegen depot Severnoje (Noord). De bouw van de eerste metrolijn liep echter vertraging op en het station werd pas op 15 mei 1935 geopend voor publiek.

## Stationsgebouw
Omdat aan het Komsomolskajaplein drie grote spoorwegstations liggen, is – ongebruikelijk voor metrostations – bovengronds een stationsgebouw opgetrokken om de grote hoeveelheid verwachte reizigers te kunnen verwerken. Het station werd ontworpen door Dmitri Tsjetsjoelin en een maquette werd getoond op de Wereldtentoonstelling van 1937 in Parijs. De zuidelijke ingang bevindt zich in het Kazanstation. De noordelijke ingang ligt tussen het Leningradstation en Jaroslavstation. Deze laatste is in 1952 grondig verbouwd om ook dienst te doen voor het station van de ringlijn dat op 30 januari 1952 werd geopend.

## Foto's van het station

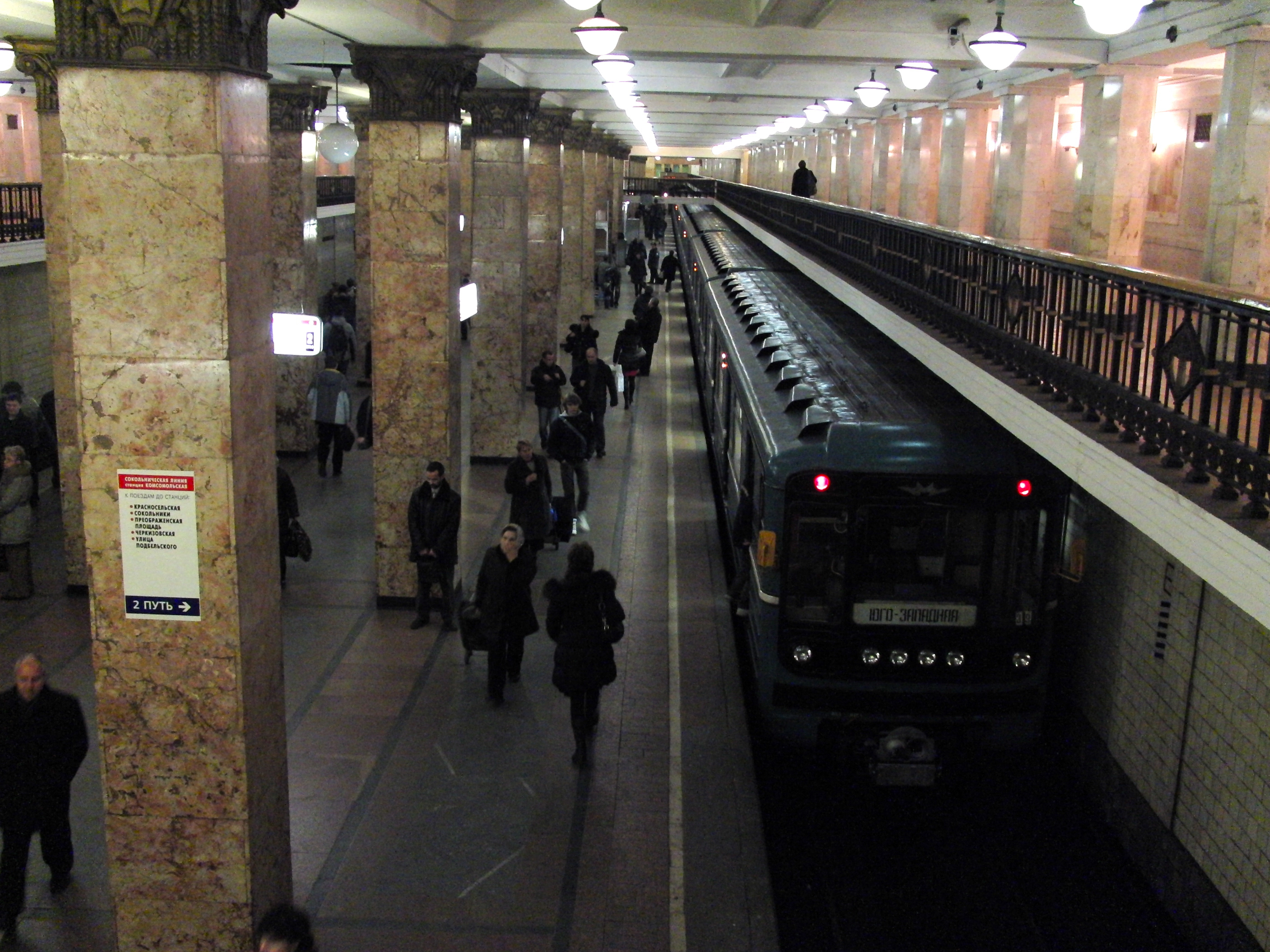
Perron met een metrotreinstel type 81-717/714
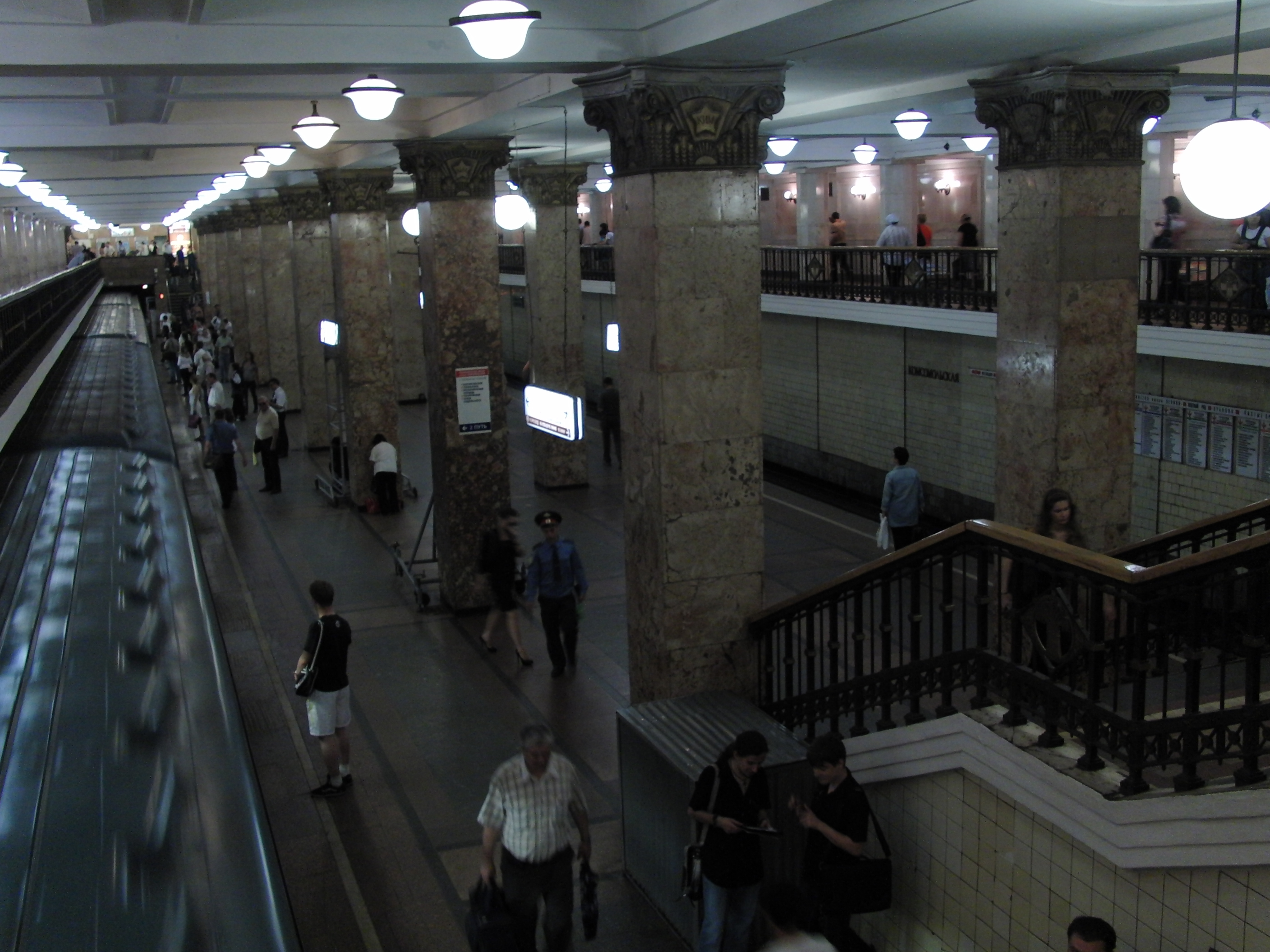
De hal van de Sokolnitsjeskaja-lijn
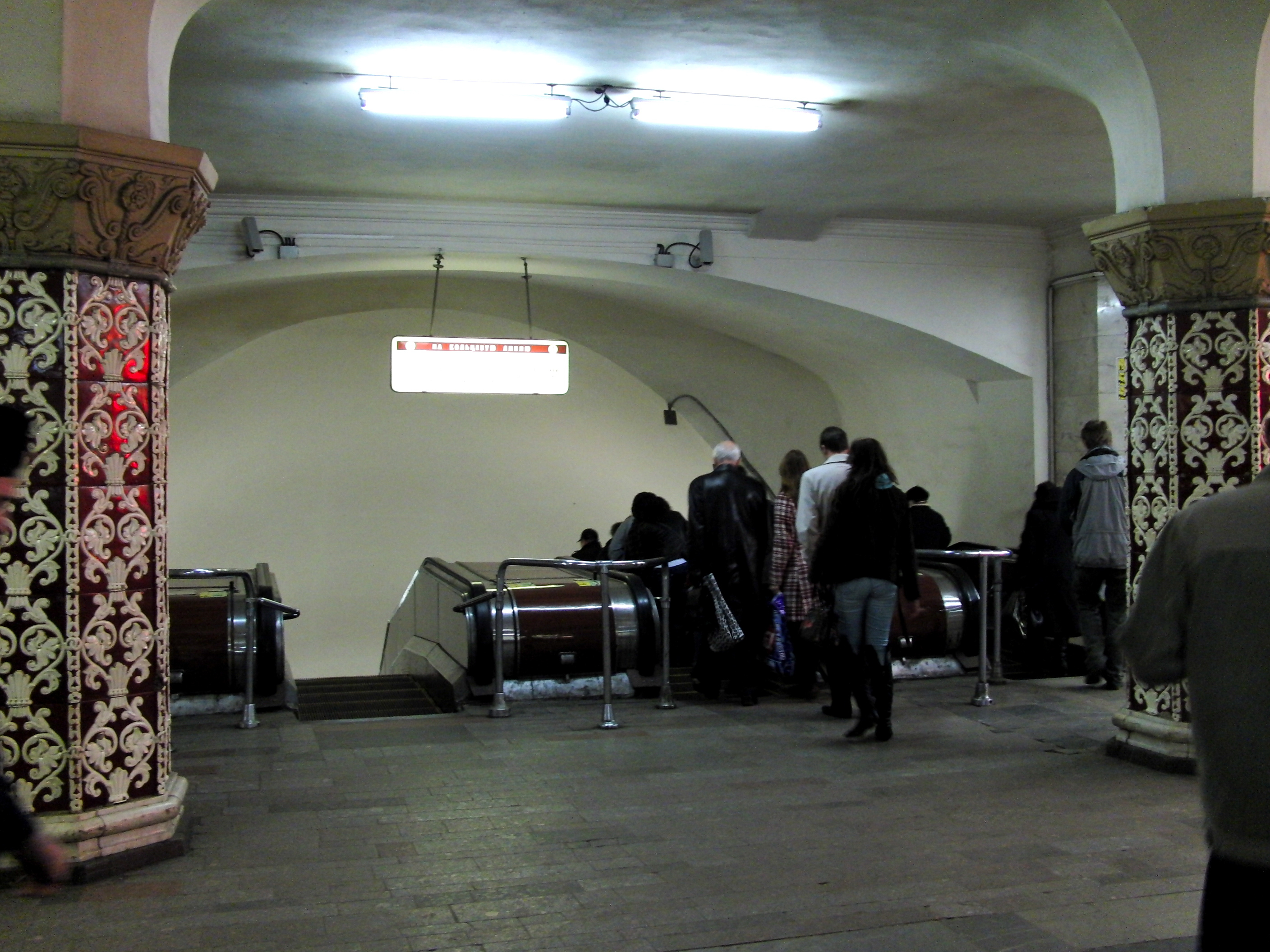
Roltrappen naar beneden voor de verbinding naar de ringlijn
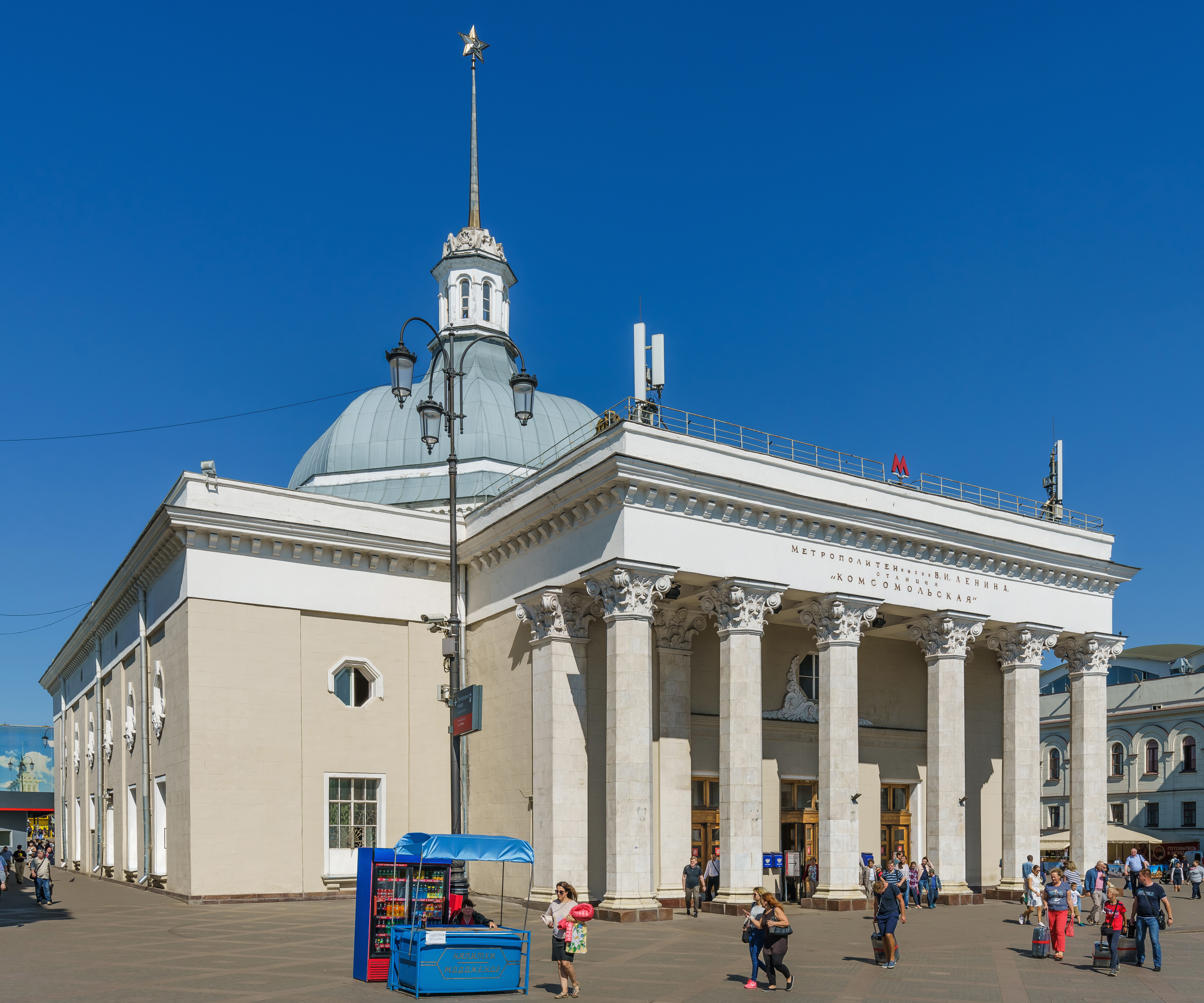
De noordelijke ingang van het metrostation